# Iglesia de la Concepción (Pinos del Valle)
La Iglesia de la Concepción, en el pueblo de Pinos del Valle, perteneciente al municipio El Pinar (provincia de Granada, España) se ubica en el Barrio Bajo, en una zona de transición entre lo urbano y lo rural y obedecía en origen al tipo de iglesia mudéjar generalizado a partir de 1540 en ámbitos rurales. 

## Descripción
Se trata de un templo de una sola nave cubierta con armadura en la que en el siglo XVIII se le añade el crucero y la capilla mayor ampliando considerablemente la planta que queda configurada en forma de cruz latina. La armadura mudéjar es sustituida por una bóveda de cañón con lunetos. 
El exterior de la iglesia conserva la sobriedad del primitivo templo mudéjar. La portada se sitúa a los pies de la nave y no recibe tratamiento ornamental. Se remarca por estar situada en un plano más avanzado que el resto de la fachada y por una fina moldura a modo de cornisa. 
La torre, en el lado derecho de la cabecera, se compone de dos cuerpos de ladrillo visto y cubierta a cuatro aguas con teja de cerámica.
En el interior, la nave presenta muros lisos y blancos interrumpidos solo por imágenes de santos sobre peana. A los pies de la nave, aparece el coro alto añadido en época barroca. Lleva baranda de balaustres torneados, apea en una gran viga que apoya en dobles zapatas de modillones en los extremos y en un pie derecho central con capitel cúbico y decoración de escama de pez.
La capilla mayor y los brazos del crucero muestran mayor riqueza ornamental al ubicarse aquí retablos de los siglos XVIII y XIX. El testero de la capilla mayor lo ocupa el Tabernáculo, de dos cuerpos, en los que se recogen distintos símbolos eucarísticos como el cáliz con la Sagrada Forma, el haz de espigas y racimos de uvas. El elemento más destacado es el manifestador de tipo colmena que presenta puertas giratorias que permiten ver el interior adornado con espejos de formas geométricas, mientras que exteriormente, al cerrar las puertas, muestra en el centro, en relieve, una custodia rodeada de espigas y rayos.